# Staphylea colchica
Espèce
Classification APG III (2009)

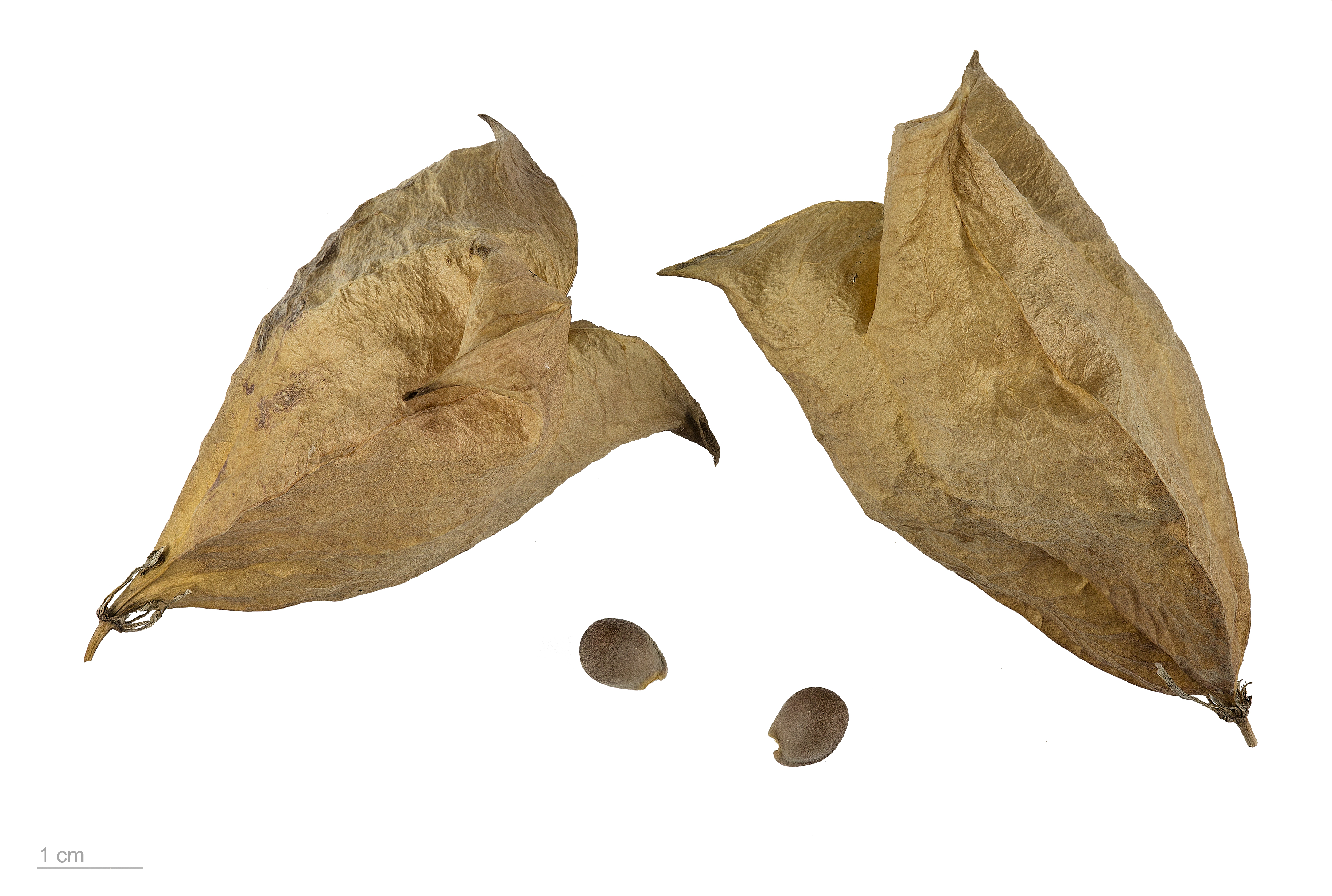
Staphylea colchica - Muséum de Toulouse

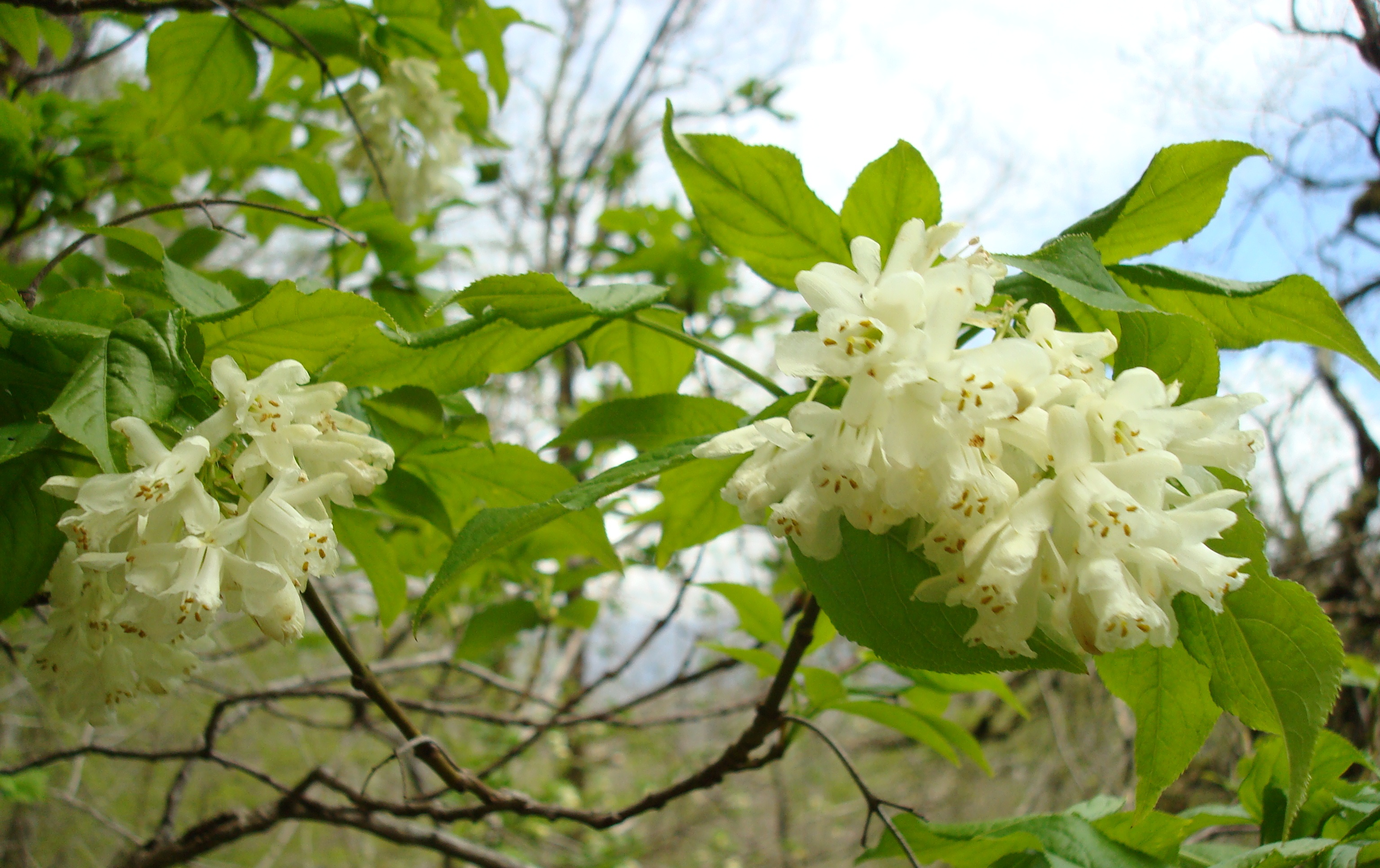
Staphylea colchica - les inflorescences

Staphylea colchica, ou staphylée de Colchide (en géorgien : ჯონჯოლი, Djondjoli), est une espèce d'arbuste caduc de la famille des Staphyleacées que l'on rencontre dans le Caucase et certaines régions d'Asie centrale. Dans la cuisine géorgienne, les boutons de fleurs au goût de câpre sont conservés dans du vinaigre pour être consommés.